# Eddie South
Pour les articles homonymes, voir South.
Eddie South (de son vrai nom Edward Otha South) né le 27 novembre 1904 à Louisiana, mort le 25 avril 1962 à Chicago est un violoniste et chef d'orchestre de jazz américain.

## Carrière
Destiné à faire une carrière dans la musique classique, en raison des obstacles sociaux, il choisit le jazz. Il débute à Chicago avec Charles Elgar, Erskine Tate et Mae Brady. Il devient directeur musical des Syncopators dirigé par le trompettiste Jimmy Wade lorsque le groupe se produit au Moulin Rouge café en 1924. En 1927 il fonde un groupe les Alabamians et enregistre quelques faces pour la firme Victor puis vient en Europe où il découvre la musique tzigane qui le passionne. Il joue à Paris en 1929 puis en Angleterre en 1930. De retour aux États-Unis en 1931 il accompagne divers chanteurs puis revient en Europe en 1937 pour l'Exposition Universelle de 1937. Il enregistre avec Django Reinhardt, Stéphane Grappelli, Michel Warlop pour la firme Swing. Il regagne l'Amérique en 1938 et se produit avec ses orchestres pendant deux décennies à travers tout le pays. Il se produit à l'occasion à la radio et la télévision américaines.

## Discographie
- Eddie South the chronological 1923-1937 vol.707 Classics
- Eddie South the chronological 1937-1941 vol.737 Classics